# Der Reserveheld
Der Reserveheld ist eine deutsche Filmkomödie der DEFA von Wolfgang Luderer aus dem Jahr 1965.

## Handlung
Der bekannte Schauspieler und Komiker Ralf Horricht unterbricht mitten in den Testaufnahmen seinen neuesten Film, in dem er einen einfachen und undisziplinierten Soldaten spielen soll. Er stellt noch am Set die Bedingung, als Oberst besetzt zu werden – andernfalls werde er am Film nicht mitwirken. Zuhause bei seiner Freundin Susanne schmiedet er eifrig Pläne: Zunächst macht er Susanne einen ungeschickten Heiratsantrag, den sie dennoch annimmt. Um in Ruhe seine Flitterwochen an der Ostsee verbringen zu können, will er sich vom Regisseur – der ihn, so hofft er, wie immer anflehen wird, nicht vom Film abzuspringen – mindestens 14 Tage Bedenkzeit geben lassen. Der Regisseur, der zufällig Zeuge dieser Überlegungen wird, will Horricht daraufhin von seinem hohen Ross herunterholen und ignoriert den beleidigten Filmstar, der nun reichlich verwirrt seine Reise an die Ostsee antritt.
Ohne es zu bemerken, hat Horricht jedoch vor der Abreise einen Einberufungsbefehl zur Nationalen Volksarmee verbrannt – zusammen mit einem Berg ungeöffneter Fanpost. An der Ostsee erhält er dann zwar ein Telegramm der Armee, das ihn erneut auffordert, sich zu melden, doch hält er es für einen Scherz seines Regisseurs und zerreißt es. So kommt es, dass Horricht unmittelbar nach der Trauung mit Susanne von zwei Polizisten in Gewahrsam genommen und zur Kaserne gebracht wird. Von nun an ist er Reservist.
Die Männer in seiner Stube sind begeistert, dass sich Horricht nicht vor dem Armeedienst gedrückt hat – auch wenn er es heimlich mehrfach vergeblich versucht hat. In der Folge wird ihm sämtliche Stubenarbeit abgenommen, andere bügeln seine Kleidung, putzen seine Schuhe, machen sein Bett und räumen seinen Spind auf. Selbst beim Morgenappell darf Horricht nach einer Weile zu spät kommen. Dies ändert sich, als die Gruppe mit Hauptmann Hottas einen neuen Vorgesetzten erhält. Er versteht keinen Spaß und weiß zwischen Dienst und Freizeit streng zu unterscheiden. Zudem erkennt er den prominenten Schauspieler Horricht nicht und sieht in ihm einen ganz gewöhnlichen Reservedienstleistenden. Die anderen lassen ihn in dem Glauben.
Die Vorbereitungen für den Horricht-Film rund um die Armee laufen an und so befindet sich bald das Drehteam unweit der Kaserne. Auch Susanne ist darunter, die nach einer zufälligen Begegnung von Hottas umworben wird. Er ahnt nicht, dass sie Horrichts Frau ist und Horricht wiederum vermutet bald ein Verhältnis seines Vorgesetzten mit Susanne. Als die gesamte Kompanie von einer Affäre Hottas’ zu reden beginnt, entwendet Horricht, der zuvor vergeblich versucht hat, ohne Nachweis einer Heiratsurkunde zu Susanne aufs Zimmer zu gelangen, eine Generalsuniform aus der Requisite und rückt heimlich aus der Kaserne aus, um zu Susanne zu kommen. Die reagiert genervt, weil Horricht aus allem „eine Filmszene machen muss“, während Hottas entsetzt ist, dass er mit Horrichts Frau geflirtet hat. Horricht und Hottas sprechen sich aus: Hottas schmuggelt Horricht heimlich in die Kaserne zurück, während Horricht verspricht, in Zukunft der vorbildlichste Reservist zu sein. Tatsächlich zeigt er gute Leistungen und führt sogar einen Sonderauftrag während eines Manövers kompliziert, aber zuverlässig aus. Am Ende ist die Militärzeit für Horricht vorbei und er könnte endlich mit Susanne in die Flitterwochen reisen. Kurz bevor er das Auto besteigt, rennt er jedoch zurück in die Kaserne – er hat vergessen, seine Heiratsurkunde mitzunehmen.

## Produktion
Der „Reserveheld“ Ralf Horricht wurde von Drehbuchautor Rudi Strahl dem Bühnenkomiker Rolf Herricht auf den Leib geschrieben. Es war das erste Drehbuch, das Eulenspiegel-Autor Strahl verfasste.
Der Film entstand 1964 im thüringischen Sondershausen und erlebte am 27. Februar 1965 im Theater der Freundschaft in Sondershausen seine Premiere. Obwohl ein Publikumserfolg, wurde Der Reserveheld später nie mehr im Kino gezeigt: Der komödiantische Blick auf die NVA rief bald nach der Premiere „die Kritik der Kulturwächter auf den Plan“.

## Kritik
Die zeitgenössische Kritik bemängelte die „deftigen Gags“ und befand, dass Luderer und Strahl „hier und da ein bißchen zu tief in die Klamottenkiste griffen“. Dennoch enthalte der Film „eine ganze Reihe hübscher Einfälle, und vor allem wurde das Ganze durch eine flotte Inszenierung wieder wettgemacht.“
Das Lexikon des internationalen Films schrieb: „Trotz Paraderolle für den beliebten Komiker Rolf Herricht nur ein relativ anspruchsloses Militärlustspiel. Die grotesken Erlebnisse eines plötzlich zu einer Reserveübung eingezogenen Filmkomikers verbreiten allenfalls mäßige Heiterkeit. Interessant als ein in der DDR seltener Versuch, das Thema Nationale Volksarmee einmal nicht bierernst zu nehmen.“ Für Cinema war der Film „So ‚lustig‘ wie die Grundausbildung“.